# ريتشارد وود
ريتشارد وود (بالإنجليزية: Richard Wood)‏ (5 يوليو 1985 المملكة المتحدة - ) هو لاعب كرة قدم بريطاني يلعب كمدافع.

## روابط خارجية
- ريتشارد وود على موقع قاعدة بيانات كرة القدم.إي يو (الإنجليزية)
- ريتشارد وود على موقع Soccerbase.com (لاعب) (الإنجليزية)